# Miracle économique italien
Le miracle économique italien (en italien : Miracolo economico italiano) est une période de l'histoire italienne de très forte croissance économique entre les années 1958 et 1963.

## Contexte historique
La fin de la Seconde Guerre mondiale a vu l'Italie vaincue et occupée par des armées étrangères, comme l'Allemagne et d'autres puissances de l'Axe, ce qui a aggravé la distance chronique qui la séparait des pays les plus développés depuis la Renaissance alors que seules quelques régions comme le triangle industriel du Nord-Ouest formées par les villes de Milan, Turin et Gênes, avaient connu une réelle avancée.
La nouvelle logique géopolitique de la guerre froide a contribué à ce que l'Italie, pays charnière entre l'Europe de l'Ouest, les Balkans, l'Europe centrale et l'Afrique du Nord, vit le monde occidental oublier son ancien rôle de puissance hostile, et put ainsi profiter, à partir de 1947, des aides du plan Marshall, comme tous les autres pays européens, évalué à environ 12 milliards de dollars de l'époque. Le but de ce plan (1951]) a également coïncidé avec le déclenchement de la guerre de Corée (1950-1953), avec une demande de produits et autres matériaux qui donna une forte impulsion à la croissance de l'industrie lourde italienne. Les conditions pour créer les bases d'une croissance économique spectaculaire, qui durera jusqu'au premier choc pétrolier de 1973 et transformera un pays avec une économie industrielle faible et essentiellement agricole en une des nations les plus hautement développées de la planète, étaient réunies. Par exemple, durant les quatre années de 1959 à 1962, le taux de croissance des revenus a atteint des valeurs record : 6,4 - 5,8 - 6,8 et 6,1 % pour chaque année analysée. 
Cette grande expansion de l'économie a été déterminée grâce à une série de facteurs simultanés : 
- Premièrement, elle était due à l'exploitation des opportunités que provoquait la situation économique internationale. Grâce aux compétences des entreprises et la clairvoyance des entrepreneurs italiens, et à l'abolition graduelle des taxes d'importation voulue par Ugo La Malfa, ministre du commerce extérieur entre 1951 et 53, l'Italie profita mieux que d'autres de la croissance importante du commerce et des échanges internationaux. La fin du protectionnisme permit à l'Italie de jouer un grand rôle, le système de production italien a été revitalisé avec de lourds investissements qui ont été récompensés dans tous les secteurs industriels.

- La disponibilité de nouvelles sources d'énergie et la transformation de l'industrie de l'acier ont été les facteurs décisifs. La découverte de méthane et de pétrole dans la plaine du Pô, la construction d'une industrie sidérurgique moderne sous l'égide de la holding publique IRI, a permis de fournir aux industriels italiens de l'acier de qualité à des prix plus bas.

- L'impulsion majeure de cette expansion est venue précisément des régions qui avaient atteint un haut niveau de développement technologique avec la diversification des productions de manière à permettre de faire face à l'entrée de l'Italie dans le Marché commun.

Le secteur industriel, en seulement trois ans (1957–1960), a enregistré une augmentation moyenne de la production de 31,4 %. L'augmentation de la production est encore plus significative dans les zones où prédominent les grands groupes italiens : automobiles +89 %, mécanique de précision +83 % et fibres textiles +66,8 %. 
Mais il faut également noter que le « miracle économique » n'aurait pas été aussi important sans le faible coût du travail. Le niveau élevé du chômage du début des années 1950 a été considéré comme le phénomène qui a permis ce développement, car la demande d'emploi dépassait largement  l'offre, avec la conséquence que le niveau de salaire n'a pas crû de façon aussi rapide que la productivité. 
Depuis la fin des années 1950, en fait, la situation de l'emploi a radicalement changé en Italie, la croissance a été remarquable surtout dans l'industrie et le secteur tertiaire. Tout cela a eu lieu au détriment de l'agriculture. La politique agricole commune a appuyé cette tendance, offrant de gros avantages et incitations financières principalement aux produits agricoles de l'Europe du Nord. Cette tendance était du reste inévitable, étant donné le poids maintenant atteint par des sociétés telles que Olivetti ou Fiat en et hors d'Italie, et la puissance de certains capitaines d'industrie. 
La croissance économique a été favorisée par les effets de l'instauration, à partir des années 1930, du "système italien" imaginé par l'économiste Alberto Beneduce. Principal inspirateur avec Donato Menichella de la réforme de la législation bancaire, Beneduce, ancien socialiste réformiste, avait eu assez d'influence sur Mussolini pour que le gouvernement fasciste créât plusieurs grandes holdings d'État dont la plus puissante était l'Institut pour la reconstruction industrielle (IRI). Ce système a été peaufiné et renfoncé dans l'après-guerre avec la multiplications de gigantesques sociétés de droit privé dont l'État détenait l'actionnariat comme le très influent Ente nazionale idrocarburi (ENI) dirigé par Enrico Mattei et la transformation de la RAI-TV, chapeautée par l'IRI, dans un véritable contre-pouvoir financièrement solide. 

### Flux migratoires
Une conséquence importante de ce processus a été le mouvement migratoire massif dans les années 1960 et 1970. 
Il a en effet été estimé que dans la période comprise entre 1955 et 1971, près de 9 150 000 personnes ont été impliquées dans les flux migratoires interrégionaux italiens. Durant les quatre années 1960–1963, le flux de migration du Sud vers le Nord a atteint un total de 800 000 personnes par an.
Les années 1960 ont été, par conséquent, la scène d'un remaniement remarquable de la population italienne. Les raisons structurelles qui ont conduit la population essentiellement rurale à abandonner son lieu d'origine ont été nombreuses et sont toutes en relation avec la structure de la Terre du Sud, avec la faible fertilité des sols et le morcellement des terres – causé par la réforme agraire de l'après-guerre qui avait exproprié les grands propriétaires et avait vu les grandes propriétés foncières divisées en lots trop petits.

## Répercussions sociales
Le 18 janvier 1954, au début du miracle économique, le ministre du Budget Ezio Vanoni a mis en œuvre un plan pour le développement économique du pays pour surmonter les grands déséquilibres sociaux et géographiques (l'effondrement de l'agriculture, la profonde différence de développement entre Nord et Sud). Ce plan n'a pas donné les résultats escomptés. 
Les critères pris en compte pour le développement et la croissance des revenus et de l'emploi étaient basés sur une prévision très fortement sous-estimée du rôle qu'auraient dû prendre le progrès technique et la productivité accrue du travail qui en résulterait. 
Ces prévisions ont été submergées par l'expansion réelle, contrairement à la stagnation que le plan Vanoni avait inopinément pris en compte. C'est justement parce que cette croissance soudaine n'avait pas été prévue que la  croissance économique créa de graves déséquilibres sociaux. 
Le résultat fut que le « boom économique » se réalisa selon la logique du commerce qui, afin de répondre rapidement au libre jeu du marché, axera sa priorité de croissance sur l'exportation de biens de consommation individuels, souvent de luxe, sans un développement correspondant de la consommation publique. 
Les écoles, les hôpitaux, les transports, tous ces biens de première nécessité ne connaîtront pas la même croissance rapide que connaîtra la production des biens de consommation. L'État, durant cette période n'a pas su apporter les réponses nécessaires aux besoins collectifs de la population. 

### Stratification sociale
Une autre mutation importante durant les années du miracle économique sera la profonde transformation de la structure de classe de la société italienne. 
Un des indicateurs montrant que l'Italie était maintenant entrée dans le cercle restreint des pays développés, a été l'augmentation rapide du nombre des employés, tant dans le secteur privé que public. 
La catégorie des techniciens a grandi dans une aussi forte proportion également dans ces années. 

### Consumérisme

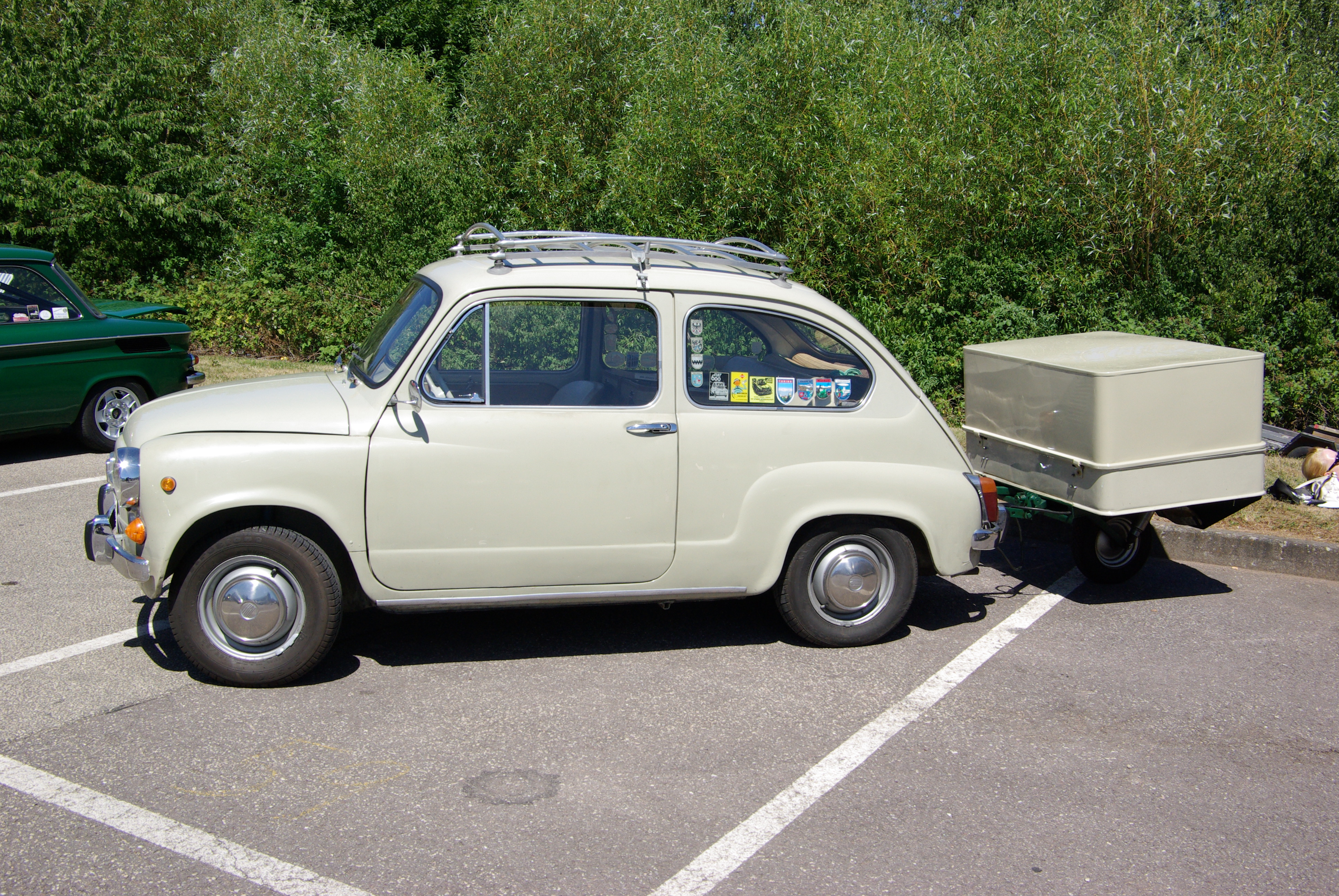
Une Fiat 600, symbole de l'essor économique italien.

Les années de la grande expansion ont également été la scène de transformations extraordinaires du style de vie, du langage et des coutumes des Italiens. 
Aucun élément a été meilleur vecteur du changement de la société que la télévision, qui est entrée dans la maison des Italiens en 1954, après une vingtaine d'années d'expérimentation. Progressivement, elle a imposé une utilisation passive du temps de loisirs familial au détriment des relations collectives et de socialisation, qui, dans le long terme, a modifié profondément le mode de vie personnel ainsi que les comportements. 
Le pays connut aussi une forte augmentation du niveau de vie des familles italiennes. À l'intérieur des logements, les machines à laver le linge et les réfrigérateurs sont devenus monnaie courante avec une production  principalement réalisée par les entreprises italiennes qui envahiront l'Europe : Zanussi, Candy, Indesit ou Ariston Thermo. Même les voitures ont commencé à saturer les routes italiennes avec la nouvelle Fiat 500, évolution de la Fiat 500 Topolino et de la Fiat 600, conçues par l'ingénieur Dante Giacosa, qui a donné une grande impulsion à la production de l'usine turinoise. Le réseau des autoroutes italiennes a également été développé après un gros effort durant les années du fascisme : par exemple l'Autoroute du Soleil, qui va de Milan à Naples à travers les Apennins, d'une longueur de 754 km environ.

## Culture: cinéma et littérature
La littérature et le cinéma traitèrent amplement du boom économique, qui a été donc largement repris et discuté dans de nombreux livres et films.
Les contributions les plus significatives de cette période sont les ouvrages de l'écrivain Luciano Bianciardi et les films La dolce vita et Le Fanfaron. Un film réalisé par Vittorio De Sica, avec Alberto Sordi, aborde également le sujet, sous le titre explicite Il boom (1963).